# César-díj a legjobb filmnek
A legjobb filmnek járó César-díjat (franciául César du meilleur film) a francia Filmművészeti és Filmtechnikai Akadémia 1976 óta ítéli oda. Átadása a „Césarok éjszakája” elnevezésű gálaünnepségen történik minden év február végén, március elején.
A megmérettetésben azok a francia kezdeményezésű – relatív francia többségben gyártott és szerzői joggal bíró –, bármely nyelven forgatott játékfilmek vehetnek részt, amelyek rendelkeznek a francia Nemzeti Filmművészeti Központ (CNC) által kiadott gyártási engedéllyel, valamint a kulturális miniszter által kiadott forgalmazási engedéllyel, továbbá az előző év január 1. és december 31. között kerültek forgalmazásra, és legalább egy hétig vetítették a párizsi régió valamely nyilvános mozijában. A kategória hivatalos megnevezése 2002-ig „César a legjobb filmnek” volt, 2003-tól pedig „César a legjobb francia filmnek”; a mindennapos használatban azonban továbbra is megmaradt a régi elnevezés.
1983-ig a díjra négy filmet lehetett jelölni. A 9. César-gálától számuk ötre, majd a 2009-es díjátadótól hétre emelkedett.
A díjjal járó trófeát a film arra felhatalmazott producere veheti át, és ugyancsak kap egy szobrocskát a film rendezője is, hacsak nem nyerte el alkotásával a legjobb rendező díjat is. Koprodukciós filmek esetében maximum két produkciós iroda megbízott producerei vehetnek át Césart. További gyártók esetében, kérésükre ők is kaphatnak szobrocskát, de csak annak gyártási költségeinek megtérítése fejében.
A díj történetében egyetlen César-díj-győztes alkotás nyerte el az Oscar-díj a legjobb filmnek elismerést, 2012-ben a The Artist – A némafilmes. Roman Polański két filmje, 1981-ben az Egy tiszta nő (Tess), majd 2003-ban A zongorista is eljutott a jelölésig, de az Oscart nem nyerték el. Ugyancsak egy César-díjas alkotás nyerte el a legjobb idegen nyelvű filmnek járó Oscart, a Barbárok a kapuk előtt 2004-ben.
Gérard Depardieu neve erősen kötődik a díjhoz: 26, ebben a kategóriában jelölt filmben játszott. Közülük 6 nyerte el a díjat: Gondviselés, Az utolsó metró, Camille Claudel, Túl szép hozzád, Cyrano de Bergerac, Minden áldott reggel; ez utóbbi négy az egymást követő négy évben 1989 és 1992 között.

## Díjazottak és jelöltek
A díjazottak vastagítással vannak kiemelve. Az évszám a díjosztó gála évét jelzi, amelyen az előző évben forgalmazásra került film elismerésben részesült.

### 1970-es évek
| Év   | Díjazottak és jelöltek |
| ---- | --- |
| 1976 | - A bosszú (Le vieux fusil), rendezte: Robert Enrico - Sógorok, sógornők (Cousin, cousine), rendezte: Jean-Charles Tacchella - Kezdődjék hát az ünnep! (Que la fête commence), rendezte: Bertrand Tavernier - Sept morts sur ordonnance, rendezte: Jacques Rouffio |
| 1977 | - Klein úr (Monsieur Klein), rendezte: Joseph Losey - Barocco, rendezte: André Téchiné - A bíró és a gyilkos (Le juge et l'assassin), rendezte: Bertrand Tavernier - Útkereső (La meilleure façon de marcher), rendezte: Claude Miller                             |
| 1978 | - Gondviselés (Providence), rendezte: Alain Resnais - Le Crabe-Tambour, rendezte: Pierre Schoendoerffer - A csipkeverőnő (La dentellière), rendezte: Claude Goretta - Mind a Paradicsomba kerülünk (Nous irons tous au paradis), rendezte: Yves Robert             |
| 1979 | - A mások pénze (L'argent des autres), rendezte: Christian de Chalonge - Az 51-es dosszié (Le dossier 51), rendezte: Michel Deville - Molière, rendezte: Ariane Mnouchkine - Egyszerű eset (Une histoire simple), rendezte: Claude Sautet                          |

### 1980-as évek
| Év   | Díjazottak és jelöltek |
| ---- | --- |
| 1980 | - Egy tiszta nő (Tess), rendezte: Roman Polański - Női fény (Clair de femme), rendezte: Costa-Gavras - Don Giovanni, rendezte: Joseph Losey - I, mint Ikarusz (I... comme Icare), rendezte: Henri Verneuil |
| 1981 | - Az utolsó metró (Le dernier métro), rendezte: François Truffaut - A vagány (Loulou) de Maurice Pialat - Amerikai nagybácsim (Mon oncle d'Amérique), rendezte: Alain Resnais - Mentse, aki tudja (az életét) (Sauve qui peut (la vie)), rendezte: Jean-Luc Godard                                                     |
| 1982 | - A tűz háborúja (La guerre du feu), rendezte: Jean-Jacques Annaud - Nagytakarítás (Coup de torchon), rendezte: Bertrand Tavernier - Őrizetbevétel (Garde à vue), rendezte: Claude Miller - Egyesek és mások (Les Uns et les Autres), rendezte: Claude Lelouch                                                         |
| 1983 | - A besúgó (La balance), rendezte: Bob Swaim - Danton, rendezte: Andrzej Wajda - Passiójáték (Passion), rendezte: Jean-Luc Godard - Une chambre en ville, rendezte: Jacques Demy |
| 1984 | - A bál (Le bal), rendezte: Ettore Scola - Szerelmeinkre (A nos amours), rendezte: Maurice Pialat - Villámcsapás (Coup de foudre), rendezte: Diane Kurys - Viszlát, Pantin! (Tchao Pantin), rendezte: Claude Berri - Gyilkos nyár (L'été meurtrier), rendezte: Jean Becker                                             |
| 1985 | - Zsaroló zsaruk (Les ripoux), rendezte: Claude Zidi - Halálos szerelem (L'amour à mor), rendezte: Alain Resnais - Carmen, rendezte: Francesco Rosi - Teliholdas éjszakák (Les nuits de la pleine lune), rendezte: Éric Rohmer - Vidéki vasárnap (Un dimanche à la campagne), rendezte: Bertrand Tavernier             |
| 1986 | - Három férfi, egy mózeskosár (Trois hommes et un couffin), rendezte: Coline Serreau - A csitri (L'effrontée), rendezte: Claude Miller - Nyakunkon a veszély (Péril en la demeure), rendezte: Michel Deville - Sem fedél, sem törvény (Sans toit ni loi), rendezte: Agnès Varda - Metró (Subway), rendezte: Luc Besson |
| 1987 | - Thérese története (Thérèse), rendezte: Alain Cavalier - Betty Blue (37°2 le matin), rendezte: Jean-Jacques Beineix - A Paradicsom... (Jean de Florette), rendezte: Claude Berri - Melodráma (Mélo), rendezte: Alain Resnais - Estélyi ruha (Tenue de soirée), rendezte: Bertrand Blier                               |
| 1988 | - Viszontlátásra, gyerekek! (Au revoir les enfants), rendezte: Louis Malle - A nagy út (Le grand chemin), rendezte: Jean-Loup Hubert - Les innocents, rendezte: André Téchiné - A Sátán árnyékában (Sous le soleil de Satan), rendezte: Maurice Pialat - Tandem, rendezte: Patrice Leconte                             |
| 1989 | - Camille Claudel, rendezte: Bruno Nuytten - A nagy kékség (Le grand bleu), rendezte: Luc Besson - Ártatlan gyönyör (La lectrice), rendezte: Michel Deville - A medve (L'ours), rendezte: Jean-Jacques Annaud - Az élet egy hosszú, nyugodt folyó (La vie est un long fleuve tranquille), rendezte: Étienne Chatiliez  |

### 1990-es évek
| Év   | Díjazottak és jelöltek |
| ---- | --- |
| 1990 | - Túl szép hozzád (Trop belle pour toi), rendezte: Bertrand Blier - Monsieur Hire jegyessége (Monsieur Hire), rendezte: Patrice Leconte - Indiai nocturne (Nocturne indien), rendezte: Alain Corneau - Kegyetlen világ (Un monde sans pitié), rendezte: Éric Rochant - Az élet és semmi más (La vie et rien d'autre), rendezte: Bertrand Tavernier                                                                   |
| 1991 | - Cyrano de Bergerac, rendezte: Jean-Paul Rappeneau - A fodrásznő férje (Le mari de la coiffeuse), rendezte: Patrice Leconte - A kis bűnöző (Le petit criminel), rendezte: Jacques Doillon - Nikita, rendezte: Luc Besson - Uranus, rendezte: Claude Berri |
| 1992 | - Minden áldott reggel (Tous les matins du monde), rendezte: Alain Corneau - Kösz, megvagyok (Merci la vie), rendezte: Bertrand Blier - A szép bajkeverő (La belle noiseuse), rendezte: Jacques Rivette - Van Gogh, rendezte: Maurice Pialat |
| 1993 | - Vad éjszakák (Les nuits fauves), rendezte: Cyril Collard - Hétköznapi csetepaté (La crise), rendezte: Coline Serreau - Indokína (Indochine), rendezte: Régis Wargnier - L.627, rendezte: Bertrand Tavernier - Pillangóval az ég felé (Le Petit Prince a dit), rendezte: Christine Pascal - Dermedt szív (Un cœur en hiver), rendezte: Claude Sautet                                                                |
| 1994 | - Smoking/No Smoking, rendezte: Alain Resnais - Germinal, rendezte: Claude Berri - Legkedvesebb évszakom (Ma saison préférée), rendezte: André Téchiné - Három szín: kék (Trois couleurs: Bleu), rendezte: Krzysztof Kieślowski - Jöttünk, láttunk, visszamennénk (Les visiteurs), rendezte: Jean-Marie Poiré |
| 1995 | - Vad nád (Les roseaux sauvages), rendezte: André Téchiné - Apám életére (Le fils préféré), rendezte: Nicole Garcia - Három szín: piros (Trois couleurs: Rouge), rendezte: Krzysztof Kieślowski - Léon, a profi (Léon), rendezte: Luc Besson - Margó királyné (La Reine Margot), rendezte: Patrice Chéreau |
| 1996 | - A gyűlölet (La haine), rendezte: Mathieu Kassovitz - A boldogság a réten van (Le bonheur est dans le pré), rendezte: Étienne Chatiliez - A szertartás (La cérémonie), rendezte: Claude Chabrol - Huszár a tetőn (Le hussard sur le toit), rendezte: Jean-Paul Rappeneau - Mintamókus (Gazon maudit), rendezte: Josiane Balasko - Nelly és Arnaud úr (Nelly et Mr. Arnaud), rendezte: Claude Sautet                 |
| 1997 | - Rizsporos intrikák (Ridicule), rendezte: Patrice Leconte - Conan kapitány (Capitaine Conan), rendezte: Bertrand Tavernier - Mikrokozmosz – Füvek népe (Microcosmos : Le peuple de l'herbe), rendezte: Claude Nuridsany és Marie Pérennou - Édes őrültség (Pédale douce), rendezte: Gabriel Aghion - Családi ünnep (Un air de famille), rendezte: Cédric Klapisch - Tolvajok (Les voleurs), rendezte: André Téchiné |
| 1998 | - Megint a régi nóta (On connaît la chanson), rendezte: Alain Resnais - A púpos (Le bossu), rendezte: Philippe de Broca - Az ötödik elem (Le cinquième élément), rendezte: Luc Besson - Marius és Jeanette (Marius et Jeannette), rendezte: Robert Guédiguian - Western, rendezte: Manuel Poirier |
| 1999 | - Élet, amiről az angyalok álmodnak (La vie rêvée des anges), rendezte: Érick Zonca - Aki szeret engem, vonatra ül (Ceux qui maiment prendront le train), rendezte: Patrice Chéreau - A Vendôme tér asszonya (Place Vendôme), rendezte: Nicole Garcia - Dilisek vacsorája (Le dîner de cons), rendezte: Francis Veber - Taxi, rendezte: Gérard Pirès                                                                 |

### 2000-es évek
| Év   | Díjazottak és jelöltek |
| ---- | --- |
| 2000 | - Vénusz Szépségszalon (Vénus beauté (Institut)), rendezte: Tonie Marshall - A lápvidék gyermekei (Les enfants du marais), rendezte: Jean Becker - Jeanne d’Arc – Az orléans-i szűz (Joan of Arc), rendezte: Luc Besson - Kelet–Nyugat (Est-Ouest), rendezte: Régis Wargnier - Lány a hídon (La fille sur le pont), rendezte: Patrice Leconte |
| 2001 | - Ízlés dolga (Le goût des autres), rendezte: Agnès Jaoui - Les blessures assassines, rendezte: Jean-Pierre Denis - Harry csak jót akar (Harry, un ami qui vous veut du bien), rendezte: Dominik Moll - Ízlések és pofonok (Une affaire de goût), rendezte: Bernard Rapp - Saint-Cyr, rendezte: Patricia Mazuy |
| 2002 | - Amélie csodálatos élete (Le fabuleux destin d'Amélie Poulain), rendezte: Jean-Pierre Jeunet - A számat figyeld (Sur mes lèvres), rendezte: Jacques Audiard - Homok alatt (Sous le sable), rendezte: François Ozon - Káosz (Chaos), rendezte: Coline Serreau - Tiszti szoba (La chambre des officiers), rendezte: François Dupeyron |
| 2003 | - A zongorista (Le pianiste), rendezte: Roman Polański - 8 nő (8 femmes), rendezte: François Ozon - Ámen (Amen), rendezte: Costa-Gavras - Én, te, ő (Etre et avoir), rendezte: Nicolas Philibert - Lakótársat keresünk (L'auberge espagnole), rendezte: Cédric Klapisch |
| 2004 | - Barbárok a kapuk előtt (Les invasions barbares), rendezte: Denys Arcand - Belleville randevú (Les triplettes de Belleville), rendezte: Sylvain Chomet - Bon voyage, rendezte: Jean-Paul Rappeneau - Érzések (Les sentiments), rendezte: Noémie Lvovsky - Nem kell a csók (Pas sur la bouche), rendezte: Alain Resnais |
| 2005 | - A kitérés (L'esquive), rendezte: Abdellatif Kechiche - 36 – Harminchat (36 quai des Orfèvres), rendezte: Olivier Marchal - Kóristák (Les choristes), rendezte: Christophe Barratier - Ha te nem lennél (Rois et Reine), rendezte: Arnaud Desplechin - Hosszú jegyesség (Un long dimanche de fiançailles), rendezte: Jean-Pierre Jeunet |
| 2006 | - Halálos szívdobbanás (De battre mon cœur s’est arrêté), rendezte: Jacques Audiard - A gyermek (L’enfant), rendezte: Jean-Pierre ést Luc Dardenne - Fegyverszünet karácsonyra (Joyeux Noël), rendezte: Christian Carion - A kis hadnagy (Le petit lieutenant), rendezte: Xavier Beauvois - Élj és boldogulj! (Va, vis et deviens), rendezte: Radu Mihaileanu |
| 2007 | - Lady Chatterley, rendezte: Pascale Ferran - A dicsőség arcai (Indigènes), rendezte: Rachid Bouchareb - Amikor énekes voltam (Quand j'étais chanteur), rendezte: Xavier Giannoli - Köszönöm, jól vagyok (Je vais bien, ne t'en fais pas), rendezte: Philippe Lioret - Senkinek egy szót se! (Ne le dis à personne), rendezte: Guillaume Canet |
| 2008 | - A kuszkusz titka (La graine et le mulet), rendezte: Abdellatif Kechiche - Persepolis (Persépolis), rendezte: Marjane Satrapi és Vincent Paronnaud - Piaf (La Môme), rendezte: Olivier Dahan - Szkafander és pillangó (Le scaphandre et le papillon), rendezte: Julian Schnabel - Un secret, rendezte: Claude Miller |
| 2009 | - Séraphine, rendezte: Martin Provost - Az osztály (Entre les murs), rendezte: Laurent Cantet - Halálos közellenség – Public Enemy (Mesrine: L'instinct de mort), rendezte: Jean-François Richet - Hátralévő életed első napja (Le premier jour du reste de ta vie), rendezte: Rémi Bezançon - Karácsonyi történet (Un conte de Noël), rendezte: Arnaud Desplechin - Oly sokáig szerettelek (Il y a longtemps que je t'aime), rendezte: Philippe Claudel - Párizs (Paris), rendezte: Cédric Klapisch |

### 2010-es évek
| Év   | Díjazottak és jelöltek |
| ---- | --- |
| 2010 | - A próféta (Un prophète), rendezte: Jacques Audiard - A koncert (Le concert), rendezte: Radu Mihăileanu - A l'origine, rendezte: Xavier Giannoli - A szoknya napja (La journée de la jupe), rendezte: Jean-Paul Lilienfeld - Emberrablás (Rapt), rendezte: Lucas Belvaux - Isten hozott! (Welcome), rendezte: Philippe Lioret - Les herbes folles, rendezte: Alain Resnais |
| 2011 | - Emberek és istenek (Des hommes et des dieux), rendezte: Xavier Beauvois - A szerelem nevei (Le nom des gens), rendezte: Michel Leclerc - Mammut (Mammuth), rendezte: Benoit Delepine és Gustave Kervern - Gainsbourg (hősi élet) (Gainsbourg (vie héroïque)), rendezte: Joann Sfar - Szellemíró (The Ghost Writer), rendezte: Roman Polański - Szívrablók (L'arnacoeur), rendezte: Pascal Chaumeil - Turné (Tournée), rendezte: Mathieu Amalric                                            |
| 2012 | - The Artist – A némafilmes (The Artist), rendezte: Michel Hazanavicius - Életrevalók (Intouchables), rendezte: Olivier Nakache, Éric Toledano - Kikötői történet (Le Havre), rendezte: Aki Kaurismäki - Szemünk fénye (La guerre est déclarée), rendezte: Valérie Donzelli - Államérdekből (L'exercice de l'État), rendezte: Pierre Schöller - Pater, rendezte: Alain Cavalier - Polisse, rendezte: Maïwenn                                                                                 |
| 2013 | - Szerelem (Amour), rendezte: Michael Haneke - Búcsú a királynémtól (Les adieux à la reine), rendezte: Benoît Jacquot - Camille (Camille redouble), rendezte: Noémie Lvovsky - A házban (Dans la maison), rendezte: François Ozon - Holy Motors, rendezte: Leos Carax - Hogyan nevezzelek? (Le prénom), rendezte: Alexandre de La Patellière és Matthieu Delaporte - Rozsda és csont (De rouille et d'os), rendezte: Jacques Audiard                                                         |
| 2014 | - Én, én és az anyám (Les garçons et Guillaume, à table !), rendezte: Guillaume Gallienne - 9 hónap letöltendő (9 mois ferme), rendezte: Albert Dupontel - Adèle élete – 1–2. fejezet (La vie d'Adèle), rendezte: Abdellatif Kechiche - A múlt (Le passé), rendezte: Aszhar Farhadi - Idegen a tónál (L'inconnu du lac), rendezte: Alain Guiraudie - Beszélgetések egy indiánnal (Jimmy P.) rendezte: Arnaud Desplechin - Vénusz bundában (La Vénus à la fourrure), rendezte: Roman Polański |
| 2015 | - Timbuktu, rendezte: Abderrahmane Sissako - A küzdők (Les combattants), rendezte: Thomas Cailley - Keleti fiúk (Eastern Boys), rendezte: Robin Campillo - A Bélier család (La famille Bélier), rendezte: Eric Lartigau - Hippokratész (Hippocrate), rendezte: Thomas Lilti - Saint Laurent, rendezte: Bertrand Bonello - Sils Maria felhői (Clouds of Sils Maria), rendezte: Olivier Assayas                                                                                                |
| 2016 | - Fatima, rendezte: Philippe Faucon - Az én szerelmem (Mon roi), rendezte: Maïwenn - Dheepan – Egy menekült története (Dheepan), rendezte: Jacques Audiard - Fiatal éveim (Trois souvenirs de ma jeunesse), rendezte: Arnaud Desplechin - Fel a fejjel (La tête haute), rendezte: Emmanuelle Bercot - Marguerite – A tökéletlen hang (Marguerite), rendezte: Xavier Giannoli - Mennyit ér egy ember? (La loi du marché), rendezte: Stéphane Brizé - Mustang, rendezte: Deniz Gamze Ergüven   |
| 2017 | - Áldozat? (Elle), rendezte: Paul Verhoeven - Ártatlanok (Les innocentes), rendezte: Anne Fontaine - A sors kegyeltjei... meg a többiek (Ma loute), rendezte: Bruno Dumont - Divines, rendezte: Houda Benyamina - Egy ágyban Victoriával (Victoria), rendezte: Justine Triet - Frantz, rendezte: François Ozon - Mal de pierres, rendezte: Nicole Garcia |
| 2018 | - 120 dobbanás percenként (120 battements par minute), rendezte: Robin Campillo - Barbara (Barbara), rendezte: Mathieu Amalric - Eszeveszett esküvő (Le sens de la fête), rendezte: Éric Toledano és Olivier Nakache - Le brio, rendezte: Yvan Attal - Lépésről lépésre (Patients), rendezte: Grand Corps Malade - Petit paysan, rendezte: Hubert Charuel - Viszontlátásra odafönt (Au revoir là-haut), rendezte: Albert Dupontel                                                            |
| 2019 | - Láthatás (Jusqu'à la garde), rendezte: Xavier Legrand - Csak a baj van veled! (En liberté !), rendezte: Pierre Salvadori - Guy, rendezte: Alex Lutz - La douleur, rendezte: Emmanuel Finkiel - Pupille, rendezte: Jeanne Herry - Szabadúszók (Le grand bain), rendezte: Gilles Lellouche - Testvérlövészek (Les Frères Sisters), rendezte: Jacques Audiard |

### 2020-as évek
| Év   | Díjazottak és jelöltek |
| ---- | --- |
| 2020 | - Nyomorultak (Les Misérables), rendezte: Ladj Ly - Boldog idők (La Belle Époque), rendezte: Nicolas Bedos - Isten kegyelméből (Grâce à Dieu), rendezte: François Ozon - Kisváros, éjjel (Roubaix, une lumière), rendezte: Arnaud Desplechin - Különleges életek (Hors normes), rendezte: Éric Toledano és Olivier Nakache - Portré a lángoló fiatal lányról (Portrait de la jeune fille en feu), rendezte: Céline Sciamma - Tiszt és kém – A Dreyfus-ügy (J’accuse), rendezte: Roman Polański |
| 2021 | - Elég a hülyékből (Adieu les cons), rendezte: Albert Dupontel - ’85 nyara (Été 85), rendezte: François Ozon - Ha már fel kell nőni (Adolescentes), rendezte: Sébastien Lifshitz - Jó a szamár is (Antoinette dans les Cévennes), rendezte: Caroline Vignal - Szerelmeink (Les Choses qu'on dit, les choses qu'on fait), rendezte: Emmanuel Mouret |
| 2022 | - Elveszett illúziók (Illusions perdues), rendezte: Xavier Giannoli - Aline – A szerelem hangja (Aline), rendezte: Valérie Lemercier - Annette, rendezte: Leos Carax - Esemény (L’événement), rendezte: Audrey Diwan - Intenzív találkozások (La fracture), rendezte: Catherine Corsini - Marseille északi része (BAC Nord), rendezte: Cédric Jimenez - Onoda, 10 000 nuits dans la jungle, rendezte: Arthur Harari                                                                            |
| 2023 | - Akkor éjjel (La nuit du 12), rendezte: Dominik Moll - Családban marad (L’innocent), rendezte: Louis Garrel - Les Amandiers, rendezte: Valeria Bruni Tedeschi - Pacifiction (Pacifiction : Tourment sur les Îles), rendezte: Albert Serra - Tánc az élet (En corps), rendezte: Cédric Klapisch |
| 2024 | - Egy zuhanás anatómiája (Anatomie d'une chute), rendezte: Justine Triet - A Goldman ügy (Le Procès Goldman), rendezte: Cédric Kahn - Állati királyság (Le Règne animal), rendezte: Thomas Cailley - Chien de la casse, rendezte: Jean-Baptiste Durand - Az arcuk mindig előttem lesz (Je verrai toujours vos visages), rendezte: Jeanne Herry |
| 2025 | - Emilia Pérez, rendezte: Jacques Audiard - L’Histoire de Souleymane, rendezte: Boris Lojkine - Misericordia (Miséricorde), rendezte: Alain Guiraudie - Monte Cristo grófja (Le compte de Monte Cristo), rendezte: Matthieu Delaporte, Alexandre de La Patellière - Váratlan dallamok (En fanfare), rendezte: Emmanuel Courcol |